# Norbert Brodine
Pour les articles homonymes, voir Brodin.

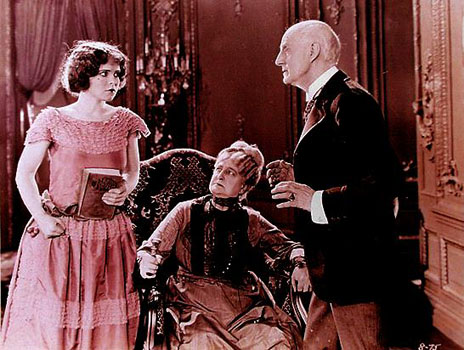
Prise de vue pour Black Oxen (1923)
- de gauche à droite : Clara Bow, Kate Lester et Tom Ricketts -

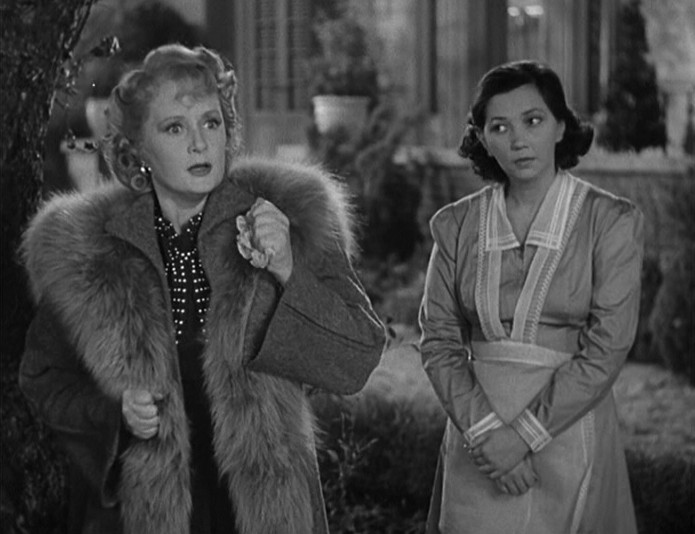
Prise de vue pour Le Retour de Topper (1941)
- Billie Burke (à gauche) et Patsy Kelly -

Norbert Brodine, A.S.C., est un directeur de la photographie américain, né le 16 décembre 1896 à Saint Joseph (Missouri) et mort le 28 février 1970 à Los Angeles (Californie).
Il est parfois crédité Norbert Brodin ou Norbert F. Brodin.

## Biographie
Au cinéma, Norbert Brodine débute comme chef opérateur en 1919, donc durant la période du muet, et contribue en tout à cent-trente-deux films américains à ce poste, le dernier sorti en 1953. Il participe notamment à plusieurs films parlants mettant en vedette le duo comique Laurel et Hardy (ex. : Les montagnards sont là en 1938).
Entre autres, il collabore avec les réalisateurs Jack Conway (ex. : Une fine mouche en 1936, avec Jean Harlow), Henry Hathaway (ex. : Le Renard du désert en 1951, avec James Mason), Frank Lloyd (sur de nombreux films muets), Joseph L. Mankiewicz (ex. : L'Affaire Cicéron en 1952, avec Danielle Darrieux et James Mason), Norman Z. McLeod (ex. : Madame et son clochard en 1938, avec Constance Bennett et Brian Aherne), ou encore Hal Roach (ex. : Tumak, fils de la jungle en 1940, avec Victor Mature et Carole Landis).
À la télévision, il est directeur de la photographie sur trois séries, entre 1952 et 1960, année où il se retire.
Durant sa carrière, Norbert Brodine obtient trois nominations à l'Oscar de la meilleure photographie (détails : voir ci-dessous), mais n'en gagne pas.

## Filmographie partielle
- 1919 : Almost a Husband de Clarence G. Badger
- 1919 : Le Joyeux Lord Quex (The Gay Lord Quex) de Harry Beaumont
- 1920 : Le boulanger n'a plus d'écus (Dollars and Sense) de Harry Beaumont
- 1920 : Adieu, whisky ! (The Great Accident) de Harry Beaumont
- 1920 : Au voleur ! (Stop Thief) de Harry Beaumont
- 1921 : Hérédité (The Invisible Power), de Frank Lloyd
- 1921 : Le Calice (The Grim Comedian) de Frank Lloyd
- 1921 : A Tale of Two Worlds de Frank Lloyd
- 1921 : Un lâche (The Man from Lost River) de Frank Lloyd
- 1922 : Rival des Dieux (A Blind Bargain) de Wallace Worsley
- 1922 : The Sin Flood de Frank Lloyd
- 1922 : Un père (Remembrance), de Rupert Hughes
- 1923 : The Voice from the Minaret de Frank Lloyd
- 1923 : Le Vertige du plaisir (Pleasure Mad) de Reginald Barker
- 1923 : La Première Femme (Brass) de Sidney Franklin
- 1923 : À l'abri des lois (Within the Law) de Frank Lloyd
- 1923 : Rita, la petite danseuse (Look Your Best) de Rupert Hughes
- 1923 : Dulcy de Sidney Franklin
- 1923 : Black Oxen de Frank Lloyd
- 1924 : The Silent Watcher de Frank Lloyd
- 1924 : L'Aigle des mers (The Sea Hawk) de Frank Lloyd
- 1924 : La Femme d'un voleur (The Foolish Virgin) de George William Hill
- 1925 : Winds of Chance de Frank Lloyd
- 1925 : Les Orphelins de la mer (The Splendid Road) de Frank Lloyd
- 1925 : Her Husband's Secret de Frank Lloyd
- 1926 : The Wise Guy de Frank Lloyd
- 1927 : The Romantic Age de Robert Florey
- 1927 : Yvette et son peintre (A Reno Divorce) de Ralph Graves
- 1927 : Les Enfants du divorce (Children of Divorce) de Frank Lloyd et Josef von Sternberg
- 1927 : L'Imbattable (One-Round Hogan) de Howard Bretherton
- 1927 : Brass Knuckles de Lloyd Bacon
- 1928 : La Princesse de Luna Park (The Little Snob) de John G. Adolfi
- 1928 : Pay as You Enter de Lloyd Bacon
- 1928 : Five and Ten Cent Annie de Roy Del Ruth
- 1928 : The Lion and the Mouse de Lloyd Bacon
- 1929 : Paris Bound d'Edward H. Griffith
- 1929 : Big News de Gregory La Cava
- 1930 : Soyons gai (Let Us Be Gay) de Robert Z. Leonard
- 1930 : La Divorcée (The Divorcee) de Robert Z. Leonard
- 1930 : Holiday d'Edward H. Griffith
- 1931 : The Guardsman de Sidney Franklin
- 1932 : La Bête de la cité (The Beast of the City) de Charles Brabin
- 1932 : The Death Kiss de Edwin L. Marin
- 1932 : Uptown New York de Victor Schertzinger
- 1932 : Unashamed de Harry Beaumont
- 1933 : Le Grand Avocat (Counsellor at Law) de William Wyler
- 1933 : Les Pantins (Broadway to Hollywood) de Willard Mack
- 1934 : Et demain ? (Little Man, What Now ?) de Frank Borzage
- 1934 : Audaces féminines (Cheating Cheaters) de Richard Thorpe
- 1935 : La Bonne Fée (The Good Fairy) de William Wyler
- 1935 : À l'est de Java (East of Java) de George Melford
- 1936 : Une fine mouche (Libeled Lady) de Jack Conway
- 1936 : Don't Get Personal de William Nigh
- 1937 : Le Couple invisible (Topper) de Norman Z. McLeod
- 1938 : Madame et son clochard (Merrily We Live) de Norman Z. McLeod
- 1938 : Feed 'em and Weep de Gordon Douglas
- 1938 : Les montagnards sont là (Swiss Miss) de John G. Blystone et Hal Roach
- 1938 : La Pauvre Millionnaire (There goes my Heart) de Norman Z. McLeod
- 1938 : Fantômes en croisière (Topper takes a Trip) de Norman Z. McLeod
- 1939 : Des souris et des hommes (Of Mice and Men) de Lewis Milestone
- 1939 : Deux Bons Copains (Zenobia) de Gordon Douglas
- 1939 : Capitaine Furie (Captain Fury) de Hal Roach
- 1939 : La Dame des tropiques (Lady of the Tropics) de Jack Conway
- 1939 : Le Roi des reporters (The Housekeeper's Daughter) de Hal Roach
- 1940 : Tumak, fils de la jungle (One Million B.C.) de Hal Roach et Hal Roach Jr.
- 1940 : Changeons de sexe (Turnabout) de Hal Roach
- 1940 : Capitaine Casse-Cou (Captain Caution) de Richard Wallace
- 1941 : Le Retour de Topper (Topper Returns) de Roy Del Ruth
- 1941 : Une épouse modèle (Model Wife) de Leigh Jason
- 1941 : Histoire de fous (Road Show) de Hal Roach
- 1943 : Maîtres de ballet (The Dancing Masters) de Malcolm St. Clair
- 1943 : Dr. Gillespie's Criminal Case de Willis Goldbeck
- 1945 : La Maison de la 92e Rue (The House on 92nd Street) d'Henry Hathaway
- 1945 : Laurel et Hardy toréadors (The Bullfighters) de Malcolm St. Clair et Stan Laurel
- 1945 : Don Juan Quilligan de Frank Tuttle
- 1946 : Quelque part dans la nuit (Somewhere in the Night) de Joseph L. Mankiewicz
- 1946 : Voyage sentimental (Sentimental Journey) de Walter Lang
- 1947 : Le Carrefour de la mort (Kiss of Death) de Henry Hathaway
- 1947 : Boomerang ! de Elia Kazan
- 1947 : 13, rue Madeleine (13 Rue Madeleine) d'Henry Hathaway
- 1948 : Bonne à tout faire (Sitting Pretty) de Walter Lang
- 1949 : Les Bas-fonds de Frisco (Thieves' Highway) de Jules Dassin
- 1949 : Allez coucher ailleurs (I was a Male War Bride) d'Howard Hawks
- 1950 : Tourment (Right Cross) de John Sturges
- 1951 : Le Renard du désert (The Desert Fox : The Story of Rommel) d'Henry Hathaway
- 1951 : Les Hommes-grenouilles (The Frogmen) de Lloyd Bacon
- 1952 : L'Affaire Cicéron (Five Fingers) de Joseph L. Mankiewicz

## Nominations
- Oscar de la meilleure photographie (nominations uniquement) :
  - En 1939, pour Madame et son clochard ;
  - En 1940, catégorie noir et blanc, pour La Dame des tropiques ;
  - Et en 1952, catégorie noir et blanc, pour Les Hommes-grenouilles.